# 意大利服装史

达芬奇《抱银鼠的女子》，女子身着文艺复兴时期的服饰，有装饰性袖套

亚平宁半岛的服饰有着悠久的历史和较清晰的传承。意大利时装仍然是世界时装风向标。意大利语中有大量表示服装的词汇，对它们的研究使人们了解到古代地中海沿岸各个时期和文化的服装。这些服饰有的消亡了，有的仍然存在，有的成为新式服装的设计灵感。17世纪以后，随着经济重心向西北欧转移，意大利服装产业也吸收了许多来自西班牙语，法语和英语的词汇。

## 古希腊
公元前8世纪以来，意大利南部曾是希臘城邦的殖民地，古希腊服饰文化影响了古意大利。

## 中世纪晚期和文艺复兴
文艺复兴时期意大利城邦的資產階級兴起，有一些在资财上超过了传统贵族。他们从沿着地中海的贸易网络搜罗各地的服装样式。服装文化空前繁荣。下面是一些当时的服饰：
Armatura a Piastre：板甲。金屬板盔甲，米蘭是當時著名的鍛造業中心，米蘭盔甲行銷歐洲。
Farsetto：通常有填充物的外衣，长度到达腰部或略长，带有长及手腕的袖子。
Gonnella：14世纪男性穿的连衣裙，前面有扣子，贴合身体，从腰部以下呈扩张状，长度到达膝盖。
Calzebrache：14世纪的一种服装，由两个不同颜色的部分组成，最初由一块布围绕下腹部和腰部紧紧包裹，后来通过绳子与夹克相连。
Zupa：一种穿在夹克或其他衣服外面的上衣。
Cotardita (或cottardita)：一种贴身的上衣，系在前面，由纽扣从领子到下摆，长度到达腰部以下。在14世纪末15世纪初变得更加宽松。
Maspillo：用于扣住衣服的纽扣。
Cioppa：一种男性上衣或类似于敞开的斗篷，内里衬有皮毛或丝绸，袖子宽大，常常装饰有刺绣。
Gabbano：一种长而宽松的上衣，通常是开放式的，带有袖子；也可能带有帽子，内里衬有皮毛或丝绸。
Guarnacca：14世纪的一种长而宽松的上衣，有竖向开口让手臂穿过，有时也有帽子。
Lucco：一种长袍，有着宽大的袖子和小领子。
Pellanda (或pellarda)：起源于勃艮第的上衣。男性穿的是开放式的，内里衬有皮毛或丝绸，袖子有特殊的形状，通常非常长而且边缘不规则。
Camicia：类似于短款的连衣裙，穿在其他衣服下面。
Zarabulle (或sorabulle)：男性的内衣，类似于短裤。
Calzature a la poulaine：14世纪末期的鞋子，有着非常长的鞋尖，通常由金属丝支撑，并用链子固定在膝盖处。鞋尖需要填充物来保持形状。
Chaperon：一种带有长条的头巾，通常落在一侧肩膀上，有着华丽的装饰。
朝圣者披肩（意大利语：Pellegrina）：一种圆形裁剪前开口的短披肩，带有帽子。
Cipriana：女性的上衣，有着宽松的领口，紧身于胸部，下部宽松。
Camiciola：类似于男性衬衫的服装。
Gonnella (或sottana)：长款的连衣裙，有着相当宽松的袖子。
Cotta (或cotardita)：14世纪的一种上衣，类似于gonnella，但是由高档面料制成，下部更宽松。
Guarnello：女性的轻便上衣，通常没有袖子（因此可以看到衬衫的袖子），有时系上一条腰带并褶起两侧。
Cioppa：女性的宽大上衣，前面开放，袖子宽大，可以拆卸。
Barilotto：类似于gabbano和pellanda的披风，前面系扣子。通常由丝绸制成，具有银色装饰。
Cabano (或gabbano)：类似于pellanda的披风，可以由丝绸或天鹅绒制成，前开口。
Hennin：女性的尖顶帽子，高度在60至90厘米之间，配有透明面纱，从顶部向下延伸到地面。
Terzuole：由300颗珠子组成的皇冠，分成三排。
Balzo：女性的圆形帽子，顶部略宽，由皮革或轻质金属制成，覆盖着丝绸或其他高档面料。
Giubbetto（或zuparello）：短款贴身男装，类似于短上衣。
Braghetta：一种被放置在两腿之间的小袋或小块布料，作为裤袜的装饰。
Zimarra：束腰内衬长裙，前面敞开，有宽松的袖子。
Giornèa：无袖的上衣，束腰并长至膝盖。侧面开口用丝绸或天鹅绒装饰。
Mazzocchio：由布制成的环形头饰，围绕头部旋转。
Foggia：类似于Mazzocchio，但布带沿左脸颊垂下。
Becchetto：一种布制的头饰，长长的附属物折叠在右肩上。
Gamurra（或camora）：贴身高腰长袍，圆领，侧面开口。后来发展为更加华丽的服装，配有可拆卸袖子。
Faldia（或faldigia）：由棉或麻环组成的裙子，用于轻微加宽衣服。
Giornea：女性无袖上衣，侧面敞开，有或没有可拆卸的下垂袖子，作为装饰。
Balzo：球形帽子，向上更宽，饰有丝带或其他装饰，向后戴时露出前额。
Coazzone：一束长发用面纱、丝带或珠子固定。

## 500（16世纪）
Colletto（或coleto）：用坚固的皮革制成的类似于胸衣的衣服，覆盖胸部，其名称来源于小皮革。
Cosciali：袜子的上部，在膝盖上方被割掉。
Braghe：最初贴身的腿套，后来变得蓬松。
Braghetta：在1500年左右呈锥形。
Schaube：宽松的打开式外套，常常覆盖皮毛，长度达到膝盖，配有宽大的背面翻领和气球袖子。
Roba（或robone）：用名贵的织物制成的上衣，有时内衬皮毛，配有宽大且庄重的袖子和一个大翻领翻在肩上。
Saio（或saione）：带袖子的夹克，前面有扣子，长度达到大腿中部。
Casacchino：类似于Saio，但更加优雅，用丝绸制成，装饰有穗带。
Tabarro：可能是一种宽松的打开式夹克，配有不太宽松的袖子，或者是一件相当简朴的上衣。
Zimarra：源于东方的宽松上衣，饰有金色花边，袖子在肘部处开放。
Tocco：无边圆形帽子。
Berretta a tozzo：带有相当高圆顶和小帽檐的帽子。
Sottana：类似于Camora的衣服，有肩带和袖口，穿在上衣下面。
Vestito：贴身的上衣，有领口或领子，腰线在前面以尖形结束。
Soprana：用名贵的织物制成的上衣，内衬丝绸。可能在腰部到下摆处打开，以展示Sottana。
Zimarra：宽松且华丽的上衣，袖子常常下垂，前面敞开，长度达到脚趾。
Robone：类似于男士的衣服。
Baschina：在法国和西班牙指的是围绕腰部有小边缘的上衣，而在意大利则指整件带袖子的衣服。
Verdugale：16世纪的锥形结构，基于从腰部到臂部的逐渐增大的木制圆环缝制在衣服内部。
Calzoni alla galeota：线条柔和的裤子，达到膝盖以下，穿在裙子下面，装饰丰富，配有蕾丝边。
Collare：类似于小衣领的衣服。
Lattughe：褶皱的小布条，用于装饰衣领和袖口。
Gorgiera（或lattuga）：圆形衣领，由极细的织物制成，呈蜂窝状褶皱和褶裥。

### 西班牙
Braghe：类似于意大利的裤子。
Picadillos：填充物置于袖口处，有时是填充翼片的形式。
Ferreruelo：一种中等长度的圆形披风。
Calze ad ago：用针织制作的袜子。
Corsetto：上衣与裙子（或裙）分开的束腰。

### 法国和英国
Farsetto a panseron：装有明显填充物的外套，位于胃和腹部，前部末端成尖形。
Maniche a prosciutto：肩部处非常宽松的袖子，逐渐变窄直到手腕。
Robe：女性的开襟外衣，特点是宽松的线条，紧身胸衣在腰线下成尖形，宽大的漏斗袖。
Maniche a imbuto：在肩部连接处为标准尺寸的袖子，向手腕处扩张。通常有宽大的翻边。
Verdugale：像西班牙的那样。
Baschina：像意大利的那样。
Cuffia alla Tudor：覆盖头发和耳朵的头饰，呈正方形，顶点位于头顶正中央。

## 600（17世纪）
Giuppone：一种覆盖胸部的紧身夹克，前面系扣，长度超过腰部，底部呈圆形。
Casacca：起初长度覆盖臀部的夹克。后来变长了。
Romana：类似于Toga的上衣，在威尼斯使用，配有宽大的袖子，通常内衬皮毛。
Toga：对应于Lucco的上衣。
Tabarro：17世纪的大圆形披风。
Giustacuore（或marsina）：紧身夹克，贴身于胸部，底部呈喇叭形，长度达到小腿，底部呈方形，没有领子。
Paramani：宽大的袖子翻边。
Rabat：由两条长方形蕾丝或亚麻布条制成的翻领。
Cravatta：亚麻布条打结并用蕾丝饰边的条状装饰品。
Casacchino：类似于夹克，后面有小翻边，主要在家里穿着。
Sottanino：类似于裙子的衣服，从腰部到脚趾覆盖身体。
Sottana：带袖子和袖口的完整衣服。
Vesture：完整的衣服，起初从腰部到下摆开放，后来也在胸部开放，带有宽大的袖子在肘部开放，可能延伸到地面并形成拖尾。
Roba：紧身衣服，前面敞开呈椭圆形领口，从腰部到底部开放，以显示下面的衣服。
Mantò（或manteau）：特点是在后面和部分腰部有丰富的褶皱，前面敞开，两侧的翻边向外移动，以展示下面的衣服。
Fontange：源于法国的女性发型，由缠绕着发丝的带子和蕾丝编织而成。

### 西班牙
Golilla：小尺寸的硬挺领子。
Ferreruelo：短款圆形披风。
Guardinfante：用柳条或鲸骨制作的支撑物，用于支撑衣服并使腰部和臀部更加突出。

### 荷兰
Gorgiera a mola di mulino：大型褶皱领子，比西班牙领子更柔软。
Colletto a ventaglio：高领花边衬衫领，由细金属丝支撑，也称为“Medici”或“Stuarda”领。
Calzoni alla rhingraves：类似裙子形状的裤子，通常到达大腿中部，宽松，通常用丝绒或丝绸制成，垂直镶有金色刺绣。
Canons：一种类似长筒袜或护腿的衣物，具有宽大的翻边，呈锥形，悬垂在小腿处。

### 英格兰
Marsina：长外套，穿在衬裙或短外套上，具有类似于marsina的特点，但长度更长。
Sotto-marsina：比marsina更短的外套。

### 法国
Jabot：褶皱的蕾丝或薄纱条，非常蓬松，装饰有蕾丝和刺绣。
Justaucorps（giustacuore）：男性服装，上半身贴身，从腰部向下呈扩张状，前面开口，长度到达膝盖。
Veste：类似于justaucorp的衣服，但略短。
Culottes：贴身长至膝盖的裤子。
Baudrier（budriere）：宽阔的织物带，装饰有刺绣和流苏，用于支撑剑。
Justaucorps a brevet：用天鹅绒或锦缎制作的giustacuore，装饰有金银线绣花，内衬红色织物。
Brandebourg：宽松的带有袖子的斗篷，类似于外套，装饰有扣带。
Bicorno，tricorno：典型的帽子，分别有两个和三个尖角，用黑色呢子或丝绸或天鹅绒制成。通常装饰有金银色的饰带或羽毛。
Engageantes：不同长度的蕾丝装饰，盖住前臂。
Bourrelet：圆柱形填充物，放在腰际，使臀部更加突出。
Criarde：硬挺的裙衬，用于赋予裙子更多的蓬松感。

## 700（18世纪）
Codegugno：一种非常类似于marsina的外套。
Tabarro：18世纪的圆形披风，带有领子和披肩覆盖肩膀。
Toga：18世纪的宽大长外衣，带有袖子。
Bautta：一种黑色的圆形披风，带有帽子，覆盖肩膀。
Casacchino：相当贴身的夹克，带有短裙摆。
Petanler：非常简洁的夹克，深V领口，非常类似于卡拉科。
Spolverina：宽大的外套，适合保护服装免受灰尘或雨水。
Tabarro：18世纪的宽大圆形披风，带有领子，有时还有披肩。
Tabarrino：类似于Tabarro但更短更窄。
Domino：带有宽大帽子的披风。
Velo（或zendalo）：字面意思是丝绸面料。

## 800（19世纪）

### 1800 - 1820
Cachemire：一种从西藏山羊绒毛中获得的柔软而有光泽的羊毛织物，在19世纪初非常流行，用于制作珍贵的披肩。
Habit a la francaise：男性三件套西装，包括马尔西纳、背心和长裤，与18世纪相比有一些变化。
Habit degagè：男性绅士服装，剪裁精致，裤子颜色深暗。
Petit costume：拿破仑时期宫廷男性礼服，包括马尔西纳、背心和膝盖裤。
Jabot：在衬衫的胸前和手腕处垂直悬挂的非常蓬松和褶皱的蕾丝组合。
Revers：男式外套或背心前面的翻领。
Redingote：19世纪初的男式外套，贴身于腰部，带有宽松的袖口和长长的后摆。
Carrick：修身的长外套，带有多层领口。
Spencer：没有下摆的单排扣短夹克。
Canezou：短夹克，长袖，没有下摆，可以穿在衣服下面，用于遮盖低胸，还可以变成装饰有蕾丝的宽领。
Spencer all’ungherese（或all’ussara）：传统短夹克的变体，由英国引入女性时尚，灵感来自军服。
Douillettes或dogliette：前交叉的外套。
Petit costume：女式宫廷礼服。
Bouillonnes：填充式装饰边缘。
Bourrelets：肩部填充物。
Capote：带有遮脸边的小屋形帽子。
Chignon：女性发型，将头发束在头顶。

### 1821 - 1850
Troubadour风格：从1830年开始，它定义了一个混合了中世纪和哥特式艺术元素的图像风格。
Pantaloni a ponte：紧身长裤，脚踝处有4-5个纽扣。
Astrakan：高档皮草，毛发短而卷曲，由卡拉库尔羊（南俄罗斯和波斯）的羔羊皮制成。
Burnus：优雅的男式斗篷，带有帽子和樱桃红色衬里。
Paletot：宽松舒适的男式外套。
Chapeau Gibus：可以压扁的圆顶礼帽。
Papillon：打成蝴蝶结形状的领带。
Maniche en gigot：从手腕到肘部贴身，从肘部到肩膀膨胀，带有褶皱或卷边。
Pettinatura a nodo di Apollo o alla giraffa：头发由轻微的框架支撑，扇形地梳在头顶上，用丝带、梳子和各种装饰品固定。

### 1850 - 1870
Atelier：法语，用于定义女高级时装制作工作室。
Maison：法语，用于定义裁缝或设计师的时装屋。
Jaquette：没有下摆、腰部短的短夹克，呈袋状。
Taglio a raglan：袖子通过辐射状的缝合线连接到颈部基部。
Favoriti：细长的胡须条，从发际线一直延伸到脸颊。
Cappello alla lobbia：带有凹陷顶部和稍微抬起边缘的毡制日帽。
Crinolina：用强化马毛制成的下摆裙，用于扩大和支撑宽松的裙子。
Manica en pagode（或a sabot）：紧身袖子，直到前臂，向肘部扩张成漏斗形。
Mantello talma：由羊毛或天鹅绒制成，并装饰华丽的外套。
Pellegrine：前面更长的羊毛外套，覆盖到腰部。
Cage crinoline（或crinoline a gabbia）：用于支撑特别宽松裙子的金属环。
Princesse（或abito all’imperatrice）：长袖连衣裙，腰部没有缝合线。
Demi-crinoline（或mezza crinolina）：由沃斯（Worth）于1867年发明，仅用于支撑裙子后部的宽度。

### 1870 - 1890
Finanziera：男式日间夹克。
Giacca veston：臀部柔软，采用马甲式剪裁，搭配宽松裤子穿着。
Pullover：羊毛针织衫，具有尖领。
Pumps：黑色漆皮低跟鞋，与礼服搭配穿着。
Tournure（或线索）：用多种材料填充的衬垫，强调女性臀部。
Tablier：裙子的配件，类似围裙，前面会打褶，后面会收拢。
Princesse：长袖连衣裙，腰部没有缝合线，线条和装饰简单。
Faille（或foglia）：采用丝绸或厚棉制成的布料。
Moirè（或marezzatura）：采用丝绸或羊毛制成，具有特殊的波浪效果的织物。
Falbalas：一组荷叶边或花边。
Tailleur（或tailor-made）：女式套装，由夹克和裙子组成。

## 900（20世纪）
這一時期的服裝業詞匯逐漸受英語影響。

### 1900 - 1914
Kaffetano：源自印度的长袍式外衣，可以装饰丰富。
纱丽（Sari）：源自印度的服装，由经过巧妙剪裁的长布料围绕和褶皱在身体上制成。
Smoking：男式礼服，包括深色的带有缎面翻领的外套，单排扣或双排扣；裤子始终是深色的。
Dinner-jacket：英语术语，用于定义Smoking。
Kimono：典型的日本外套，袖子宽松，由一块布料剪裁而成，在腰部用多圈长而宽的腰带系绑，形成一个大蝴蝶结在背后。
Aigrettes：用于装饰帽子和发型的羽毛。
Joupe coulotte：裙子裤子两相宜的裙子。
克诺索斯（Knossos）：印有克里特和米诺斯艺术灵感图案的面纱。

### 1915 - 1929
Voga（vogue）：时尚，风尚，趋势。
Garconne：男孩气的女性形象。
Oxford或tango裤：非常宽松的裤子。
Ulster：宽大的羊毛外套，带有马甲或腰带。
Cappello a cloche：贴身的钟形帽子，覆盖部分前额和脖子。
Garconne：20年代非常流行的男孩头发造型。
Abiti charleston：管状的衣服，腰线在臀部下方，长及膝盖，通常装饰有流苏。
Nylon：尼龍，合成纤维，在纺织业中得到广泛应用，用于制作织物和线。
Petite robe noir：简单的黑色连衣裙。
Jersey：针织面料，用于制作夹克和高尔夫球衫。
Bijoux：用非贵重材料制成的珠宝仿制品。
Griffe：品牌，商标。

### 1930 - 1939
Pret-a-porter：成衣，指衣服已经准备好可以直接穿着出售。
Boutique：时装和配饰的精品店。
Sweaters：汗衫，宽松的运动针织衫。
Gheroni：三角形状的面料插入物，以尖端向上插入腰部以下的位置。

### 1940 - 1949
New Look：克里斯汀·迪奧于1947年推出的女性服装系列，腰围非常细，肩部圆润，裙子宽大而长。
Pied-de-poul（鸡爪图案）：用于运动服装的羊毛面料，通常具有小的双色几何图案，形状类似鸡爪。
Tailleur bar：由外套和宽褶裙组成的两件套女装，外套带有扩展的扣盖和尾翼。

### 1950 - 1959
Guepière：短款紧身胸衣，带有弹性缎子插入物和鲸骨支撑，用于收紧腰部。
Cardigan：羊毛针织夹克，前面有扣子。
Trench：风衣。有肩膀轮廓，宽大的领子，腰部和手腕处的腰带的大衣。适宜英国和西北欧多风的天气。
T-shirt：短袖棉质上衣，呈T形剪裁。
Bomber：宽松的短款夹克，由皮革或布料制成，带有宽松的袖子，袖口通过弹性针织装饰向手腕收紧，底部到领口有拉链。
Sneakers：运动鞋。

### 1960 - 1969
Look：整体性的外貌。
Casual：休闲装。
Minigonna：超短裙，迷你裙。
Optical：具有强烈视觉错觉的图案，通过巧妙的颜色搭配营造出运动的印象。
Eskimo：带有帽子、大口袋和拉链的防水外套，通常为灰绿色。
Must：在时尚中，这个词指的是必须展示的服装或配饰，以避免过时。
Buyer：买手，有的是時裝店而有的是上级批發商。

### 1970 - 1979
Denim：由白色和蓝色纱线以斜纹编织方式制成的棉质面料。
Tweed：表面较粗糙、不规则的羊毛面料，通常采用多种颜色。
Jersey：柔软有弹性的针织面料。
Crepe：一种天然面料，具有独特的颗粒状外观，由非常扭曲的纱线制成。
Patchwork：通过缝合不同的布料拼接而成的布料（或衣服）。
Palette：颜色调色板。
Folklore：源于农民或乡村风格的服装风格。
Coulisse：通过在面料的双层中包裹绳索而形成的收褶线，通常在腰部附近。
Blouson：长及臀部的夹克，底部通过针织材料收紧。
朋克（Punk）：字面意思为丑陋或肮脏。典型的朋克服装以黑色皮革和橡胶制成，通常是撕裂和破洞的，带有明显的拉链、铆钉、别针等装饰。
Plissé：基于密集的规则褶皱的面料。
Meches：与头发其他部分颜色不同的一束头发。
熱褲Hot pants（或shorts）：超短裤。
Salopette：法语词汇（表示套装）；长裤带有胸衣和肩带。
Blazer：男士运动外套，宽松的剪裁。
Cardigan：开放式的毛衣外套。

### 1980 - 1989
雅痞（Yuppismo）：源自“yuppy”（young urban professional）一词，是指涉及许多城市专业人士的现象，其特点是享乐主义和追求野心。
Marketing：市场营销。
New Romantics：英国的一种年轻人运动，作为对朋克的反应而诞生，以新达宁（领口有褶边、蕾丝等）为特点。
Piercing：穿刺打孔饰品，耳钉，舌钉，脐钉等。
Neoprene：一种合成材料，用于潜水服。
Stretch：弹性织物。
Fuseaux：紧身裤，压缩裤。
極簡主義（Minimalismo）：与80年代典型的过度装饰、过度消费、过度色彩相对立的风格，强调简约、适度和朴素。
Loden：用于制作具有典型后褶的大衣的蒂罗尔斯面料。
Sportswear：最初指的是运动服装。